# Praia da Barra do Sambaqui
Praia da Barra do Sambaqui is een strand in het noordwesten van het eiland Santa Catarina. Het is gelegen ten noorden van de wijk Santo Antônio de Lisboa van de gemeente Florianópolis in het zuiden van Brazilië. Het strand is ongeveer 360 meter lang.
Er is weinig verkeer in de buurt en het is er vrijwel onbewoond.